# Brindisi rosso riserva
Il Brindisi rosso riserva è un vino DOC la cui produzione è consentita nella provincia di Brindisi.

## Caratteristiche organolettiche
- colore: rosso rubino più o meno intenso, con lievi toni arancioni se invecchiato.
- odore: vinoso con profumo intenso.
- sapore: asciutto, armonico, con retrogusto amarognolo, vellutato e giustamente tannico.

## Produzione
Intero territorio amministrativo dei comuni di Brindisi e Mesagne.
Il periodo di invecchiamento decorre dal 1º novembre dell'anno di produzione delle uve.